# خوزه میاجا
خوزه میاجا (انگلیسی: José Miaja؛ زاده ۲۰ آوریل ۱۸۷۸ – درگذشته ۱۴ ژانویهٔ ۱۹۵۸) سیاست‌مدار اهل اسپانیا بود.
خوزه میاجا در ۱۴ ژانویه ۱۹۵۸، در سن ۷۹ سالگی درگذشت.